# Hasse Eriksson (1915–1999)
Hasse Eriksson, född 1915 i Göteborg, död 1999, var en svensk konstnär.
Eriksson studerade konst för André Lhote i Paris. Separat ställde han ut i Stockholm, Göteborg och Malmö samt medverkade i samlingsutställningar i Göteborg, Köpenhamn, Odense och Reykjavik. Eriksson är representerad vid Göteborgs konstmuseum, Helsingfors kommun, Svenska Statens samlingar, samt i ett flertal kommuner och landsting.